# Annette Messager
Annette Messager, née le 30 novembre 1943 à Berck (Pas-de-Calais), est une artiste et plasticienne française. Elle a notamment réalisé des installations incorporant diverses techniques artistiques dont la photographie ou le dessin. Son art essaye de stimuler un dialogue autour du corps, l'intimité, les tabous, le féminin.

## Biographie
Annette Messager, artiste-collectionneuse et bricoleuse, a étudié aux Arts décoratifs de Paris.
Après avoir interrompu ses études à la veille de mai 1968, elle réunit ses premières Collections, albums de photographies et de sentences extraites de la presse qu'elle annote et modifie.
Pendant ce temps, elle gagnait sa vie en fabriquant divers objets et en les vendant pour faire un petit profit. Elle a également commencé à rassembler des extraits d'articles et de photos de journaux ; ils deviendront les ingrédients fondamentaux de ses premiers travaux.
La galerie Germain lui commande, en 1971-1972, une œuvre avec de la laine et du tissu : Annette Messager crée Les Pensionnaires, alignement de moineaux empaillés et emmaillotés dans des tricots recouvert de tissu. C'était la réalisation historique qui l'a motivée à consacrer sa vie à l'art.
Se développant dans le contexte parisien des années 1970, l’œuvre d’Annette Messager, proche de celles d’artistes comme Christian Boltanski (dont elle est l'épouse), Jean Le Gac, Jean-Pierre Le Boul'ch, Sarkis ou Paul-Armand Gette, relève de ces démarches singulières qualifiées de « mythologies individuelles », expression employée pour la première fois en 1972 par Harald Szeemann, commissaire de la Documenta V. Hostiles à tout académisme, de la même façon qu'à une politisation extrême qui avait suivi mai 1968, ces artistes prônent la prise en compte de l’élément affectif, imaginaire, voire nostalgique, dans l’œuvre.

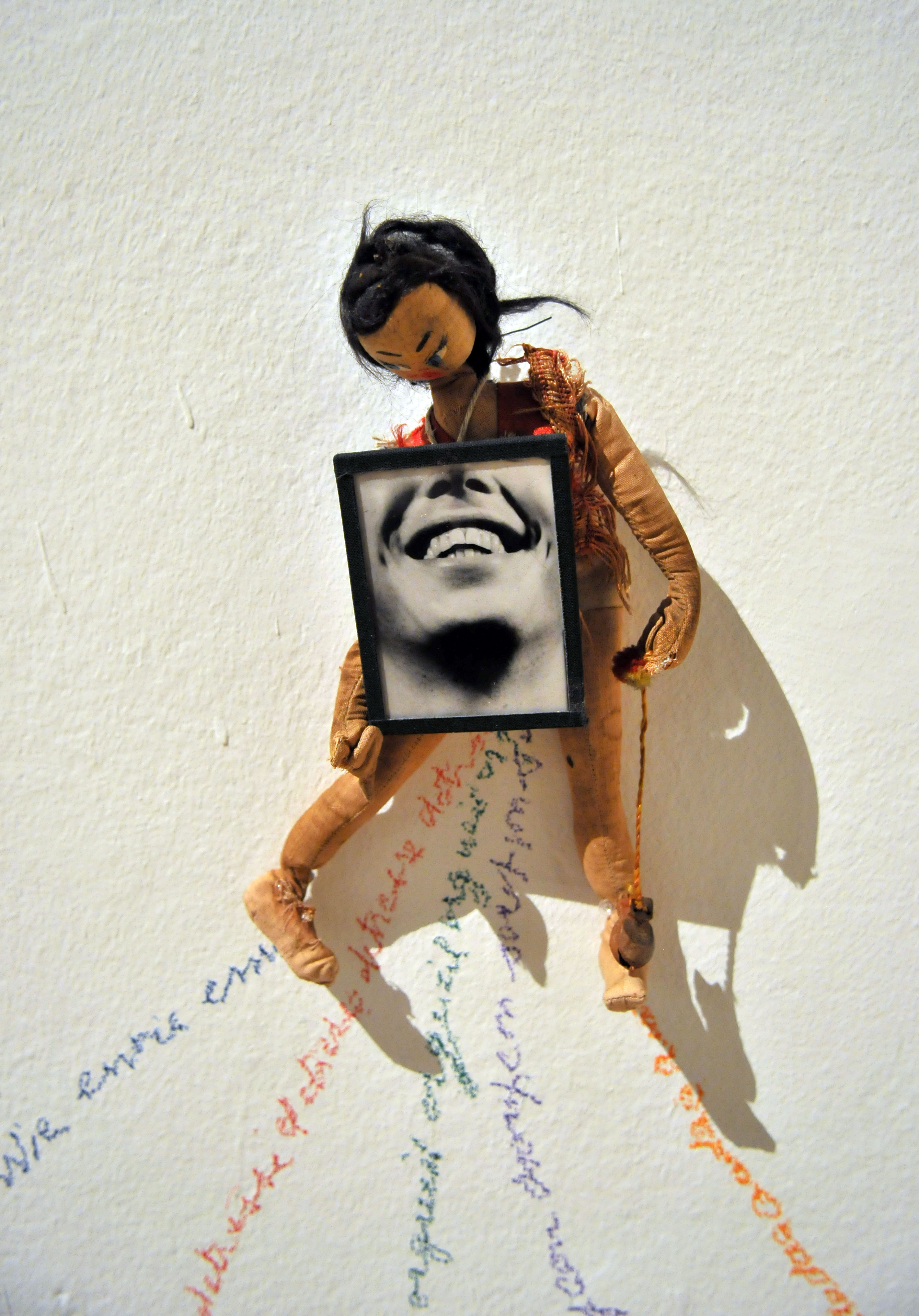
Objet de l'exposition Faire Parade d'Annette Messager, Galerie Zachęta, Varsovie, 2010.

Annette Messager, qui revendique la dimension féminine de son art, intègre l’univers domestique dans lequel le regard masculin a cantonné la femme : travaux à l’aiguille, carnets précieusement intimes, revues de beauté, pour en faire son langage plastique en même temps qu’une critique de la condition féminine. Pour cette raison, elle est connue pour jouer avec les stéréotypes et les clichés sur les femmes et la féminité.
Des Pensionnaires, 1972, à Mes petites effigies, 1988, aux Piques, 1992, son travail affectionne l’esthétique du fragment et révèle un univers de l’intime à l’écoute des mouvements contradictoires de l’inconscient.
Elle entame une création continue, qu'elle expose à Munich en 1973 dans une exposition personnelle (en fait, sa première exposition), puis au musée d'art moderne de la ville de Paris en 1974. Ses travaux se structurent progressivement et sont exposés à l'échelle internationale, avec notamment une exposition à Buenos Aires en 1999 et au musée d'art moderne de la ville de Paris  en 2004.
En 2005, son œuvre Casino gagne le Lion d’or à la 51e biennale de Venise. On y découvre le trajet du pantin de Collodi à travers trois pièces qui retracent le voyage inquiétant de Pinocchio au sein d'une mer de traversins et des étoffes se gonflant comme le ventre d’une baleine.
Elle a enseigné à l'École nationale supérieure des beaux-arts de Paris où elle a accompagné, entre autres, l'artiste sonore Emma Dusong et la dessinatrice vidéaste Elika Hedayat.
Elle soutient François Hollande, le candidat PS à l'élection présidentielle de 2012.
Aujourd'hui, son travail est présenté dans des expositions individuelles et collectives dans pratiquement tous les pays qui ont une forte tradition et histoire de l'art. Elle a également travaillé sur des projets avec des régisseurs, des scénographes, et des costumiers pour le théâtre.

## Œuvre

### Inspirations
Née à Berck-sur-mer, Annette Messager évoque son enfance à proximité d’un sanatorium où malades et anciens malades se rassemblent. Elle y découvre des formes de dévotion populaire, d’offrandes votives qui l’inspireront plus tard dans son travail, tandis que ses deux parents étaient athées.
Elle parle souvent de sa rencontre avec l’art brut lorsque son père l’amène à l’exposition de la collection de Dubuffet en 1967 et ne cesse, dans son travail artistique, de rapprocher l’art de la vie, de l’ordinaire.
L’art d’Annette Messager se nourrit du quotidien, des objets de tous les jours. Ainsi, les poupées, peluches et filets sont récurrents dans ses créations. L’artiste joue avec l’ambiguïté de leur signification, comme le souligne Bernard Marcadé lorsqu'il analyse le mot « protection », omniprésent dans son œuvre, qui évoque à la fois un sentiment d'enfermement et de sécurité. Les filets, moustiquaires protectrices, semblent être des objets magiques choisis pour conjurer une peur.
On trouve dans son œuvre l’importance de la psychanalyse, qui, comme chez Louise Bourgeois, permet notamment d’aborder l’enfance dans toute sa cruauté. Les peluches sont souvent mises en scène, à la manière d'un jeu d'enfant, dans des situations difficiles : affrontements, tortures, manifestations, etc.
Annette Messager puise également son imaginaire dans l’imagerie populaire : feuilletons TV, romans photo, bande dessinée, mais elle s’inspire également de grands artistes comme Francisco de Goya, James Ensor ou encore Chaïm Soutine qui ont, comme elle, une vision grotesque de la condition humaine.

### Les Piques(1992-1993)

#### Description de l’œuvre
Les Piques est une œuvre sombre et violente d'Annette Messager conservée au Centre Pompidou. C'est une installation de 125 piques en acier, 65 dessins encadrés sous verre, objets, tissus, morceaux de peluches qui représente de longues perches en métal dressées contre le mur sur lesquelles sont empalés les objets (marionnettes, tableaux, corps démantibulés).Sur ces piques se trouvent des figurines hérissées de crayon de couleurs, pendant comme des grappes, épinglées au corps empilées dans des bas noirs qui servent à figurer des têtes grotesques. Ses dimension sont ok un de 250 x 800 x 425 cm.
Cette œuvre est une image de l'oppression : elle accumule des corps percé par les piques, des bas qui évoquent des formes humaines, une forme viscérale, une tête cagoulée, un tableau représentant la guerre, un autre des sans abris, des images prélevées dans les journaux et revues sur lesquelles l'artiste est intervenue pour les coloriser ou les griffonner, parfois jusqu'à rendre l'image méconnaissable. Cette œuvre explore les faces obscures de l'humanité, elle décline les thèmes de la dissection et de l'éviscération.

#### Contexte
L'œuvre n'est pas liée à un évènement précis, mais au malaise général qui s'affirme dans la société au cours des années 1990.

#### Interprétation
Les piques peuvent faire penser à la révolution française, aux personnes enfourchées. Mais l'artiste dit aussi s'être inspirée des « manifestations dans la rue », d'images de manifestants diffusées dans les journaux portant leurs revendications. La position verticale des piques fait aussi penser aux pancartes des manifestations. Les piques représentent des lances qui embrochent leurs victimes mais elles peuvent aussi être vues comme les tiges d'un jeu de marionnettes.
Annette Messager a fait de nombreuses œuvres sur les femmes et, ici, les piques servent à supporter des coussins suspendus comme sur un reposoir. Quant aux marionnettes, elles évoquent des nouveau-nés car les formes de tissu qui les composent témoignent d'un stade très peu élaboré de la vie. Les peluches enfermées dans des collants au bout d'une pique font penser à des femmes pratiquant l'avortement avant sa légalisation.

## Séries
Annette Messager est une artiste qui travaille principalement par séries d’œuvres.
Elle a commencé par des créations de petite taille : albums collection, oiseaux empaillés emmaillotés dans des vêtements de laine, messages brodés, etc. Puis, les années 1980 opèrent un véritable tournant dans sa démarche créative. Son art se déploie dans des espaces plus grands, et ses œuvres souvent réalisées à partir de laine, filets et autres matériaux du quotidien prennent une place nouvelle au sein de l’art contemporain. À partir des années 2000, son œuvre devient de plus en plus sombre : elle fait jouer des pantins inquiétants dans des scènes morbides, emballe les objets d'aluminium noir en leur donnant un aspect carbonisé.

### Les albums collection
La plasticienne a réalisé près de soixante albums-collections entre 1972 et 1974. Puisant son inspiration dans les mots, des écritures, les images, l'artiste compose ses albums à partir d'une accumulation de textes, de photographies, de notes et d'articles divers, minutieusement collectionnés et triés. Tantôt encollés avec soin dans des cahiers, tantôt rassemblés en vrac dans des portefeuilles, les albums-collections d'Annette Messager sont souvent dotés d'un titre manuscrit. Les albums-collections s'organisent selon des thèmes divers, tels que la vie sentimentale, les rencontres ou la vie domestique et s'apparentent, selon les cas, plutôt au registre du journal intime, de l'album de photographies ou du livre de recettes. Les hommes que j'aime, Les hommes que je n'aime pas, Ma collection de proverbe, Ma vie illustrée ou Mon livre de cuisine en sont quelques exemples.

### Le corps photographié (1986-1989)
En commençant avec sa série des Chimères (1982-1984), puis avec ses séries Mes trophées (1986-1988), Mes ouvrages (1987-1988) et Mes vœux (1988-1989), Annette Messager utilise cette fois-ci la photographie et notamment les gros plans photographiques  sur lesquels elle peint parfois afin de désarticuler les corps et donner à voir une version souvent poétique de ceux-ci. Dans Mes Voeux, une multitude de gros plans de nez, seins, bouches, pieds sont suspendus par des ficelles et rassemblées en une masse pour créer des formes qui ressemblent à une forme de dévotion populaire : les ex-voto.

## Thématiques abordées

### La féminité, un «continent noir»

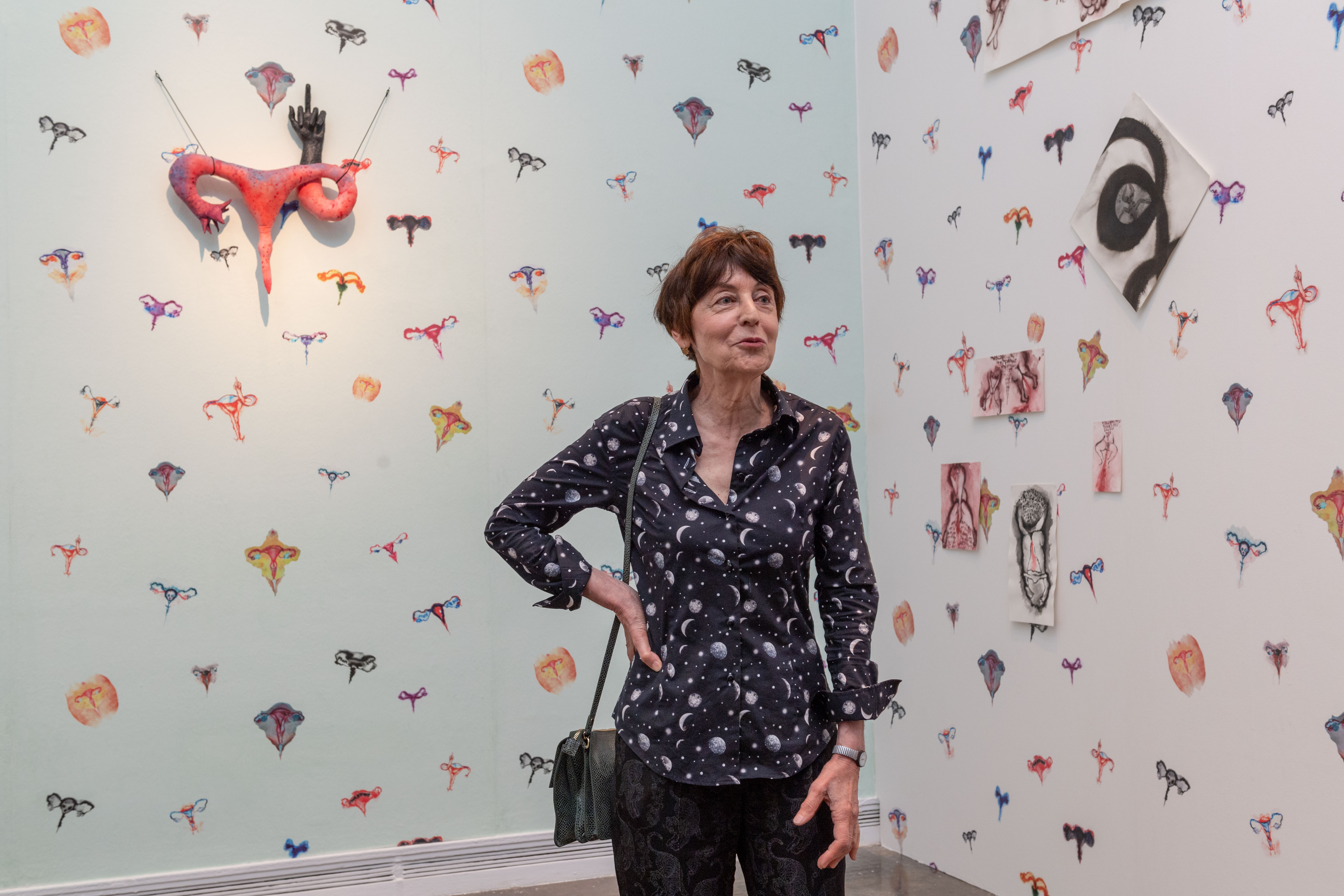
L'artiste à l'exposition que l'IVAM lui a consacrée à la suite de l'obtention du prix Juli González, juillet 2018.

Même si elle ne se revendique pas féministe, ses œuvres ont à voir avec la place de la femme dans la société. Elle utilise l'expression du célèbre psychanalyste Sigmund Freud qui écrivait que « La vie sexuelle de la femme adulte est encore un continent noir pour la psychologie », à l'instar du titre d'une de ses expositions en 2012  au musée d'Art moderne et contemporain de Strasbourg.
Les Tortures volontaires (1972) montrent les diverses tortures que les femmes font subir à leur corps afin de répondre à un standard de beauté, tandis que son œuvre Ma collection de proverbes (1974) constitue une collection d’idées reçues sur les femmes que l'artiste brode à la main : une technique attribuée dans les idées reçues, elle aussi, aux femmes. On peut y lire des phrases comme « Quand la fille naît, même les murs pleurent. »
Son œuvre la plus controversée, Les Enfants aux yeux rayés (1971-1972), met le spectateur en face d’un refus de la maternité associée à la féminité, en jouant avec la symbolique associée aux yeux comme lieu de la vie : l'artiste recueille méticuleusement des photographies d'enfants auxquels elle raye les yeux en ajoutant en légende l'âge supposé des enfants : « il aurait cinq ans ».

### Truquer le réel
Annette Messager joue avec ses images, les met en scène. Elle ne cache pas son admiration pour les débuts du cinéma et ses décors créés de toutes pièces avec Georges Méliès. Ses animaux empaillés ou peluches miment un tribunal inquiétant dans sa série Les Moustiquaires (1991-1993). Ses multiples identités : Annette Messager collectionneuse, Annette Messager Femme pratique, etc. évoquent les rôles d’un grand théâtre artistique dont elle serait la metteuse en scène.
Elle produit également des cahiers, les cahiers d’Annette Messager truqueuse qui regroupent des dessins de son corps dans diverses positions pour le mettre en scène dans des situations souvent comiques  ou des photographies d’expressions de différents visages grimaçants, à l’expression forcée pour lesquelles elle s’inspire du cinéma d’ Hitchcock ou des romans-photos.

### Métamorphoses et magie
L'univers artistique d'Annette Messager puise dans l'imaginaire des sorcières, chimères et des contes empruntés à l'enfance et au fantastique à la façon des symbolistes, mais également avec une certaine noirceur que l'on peut rapprocher de Francisco de Goya ou William Blake.
Elle s'intéresse à l'étrange et mêle photographie et peinture, agrandissant certains traits, floutant d'autres afin de créer des créatures grimaçantes et grotesques dans sa série Chimères (1982-1984).
Les Effigies (1984-1985) poursuivent l'idée des Chimères en mêlant photographie et peinture dans une thématique ésotérique, « vision eschatologiques de corps en apesanteur, tour à tour souriantes et effrayantes » qui « introduisent dans un monde surnaturel lié au religieux ».

### Poupées et peluches
D'une manière à la fois enfantine et sadique, Annette Messager utilise les poupées et les peluches comme un moyen de représenter l'humanité avec humour et noirceur comme dans sa série sa série Les Dissections (1996) qui montre des peluches vidées de leur rembourrage et exposées comme des trophées de chasse. « Une poupée, explique-t-elle, c’est soi-même, c’est sexuée, embellie ou dominée, tandis qu’une peluche représente un bestiaire fantastique, plein de queues, de grandes oreilles, mous comme un oreiller ou un coussin qu’on peut toucher, manipuler, où l’on peut se coucher… ».

### Le corps dans tous ses états

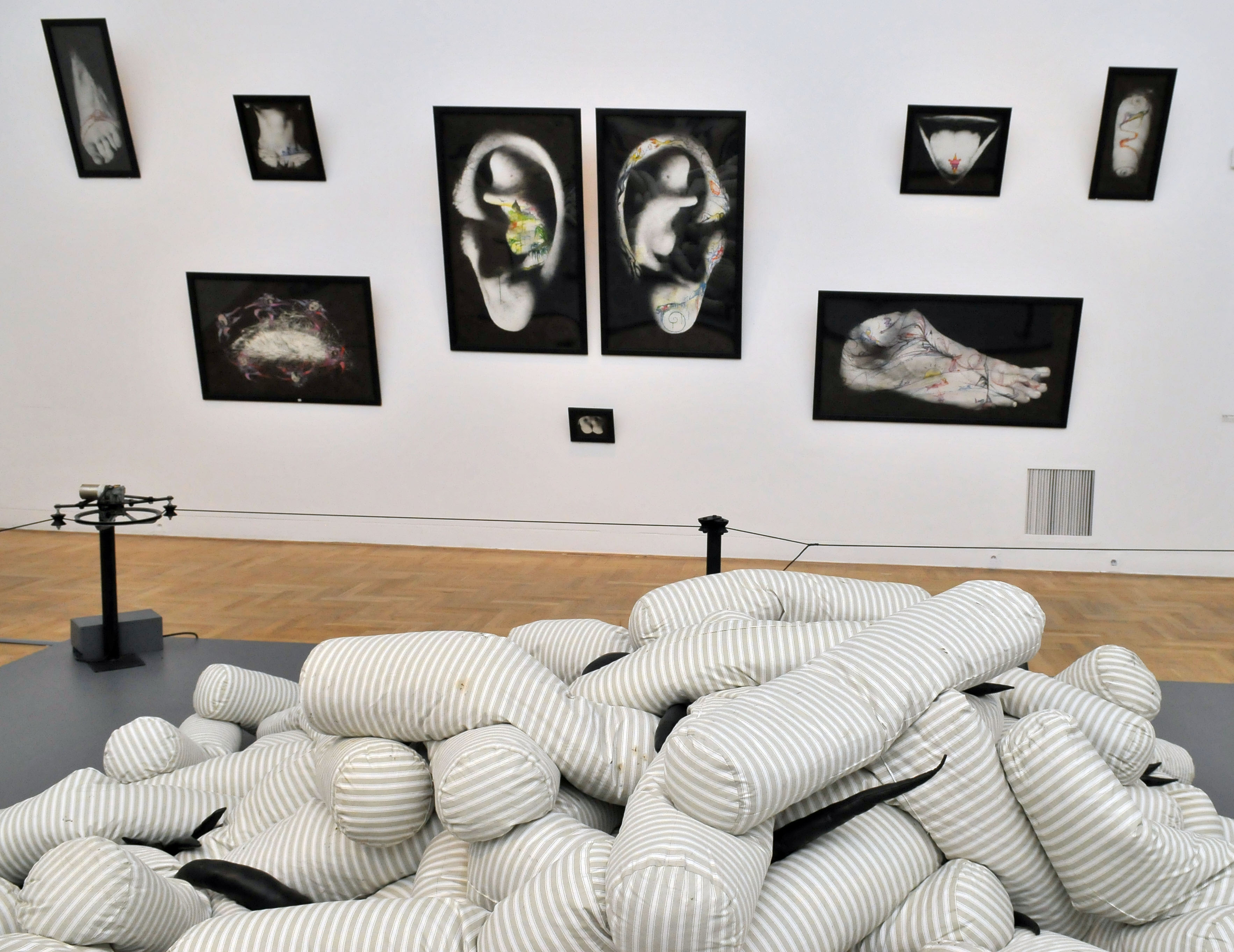
Vue de l'exposition Faire Parade par Annette Messager, Galerie Zachęta, Varsovie, 2010.

Les œuvres d’Annette Messager engagent le corps du spectateur : Les Anonymes (1993)  est la première œuvre d’une longue série dans laquelle le spectateur est amené à déambuler parmi les créatures inquiétantes, hybrides mi-peluches mi-animaux empaillés d’Annette Messager. Le corps du spectateur est donc impliqué dans ses installations, mais il est également présent au sein même de ses créations. Elle livre la vision d'un corps fragmenté, recréé à partir de gros plans photographiques ou morceaux d'organes en tissus. Avec des machines motorisées, ses installations prennent vie et font se gonfler et se dégonfler les pièces exposées, comme un corps respirant.
Annette Messager joue avec la différenciation imposée des sexes, comme dans sa série Les Hommes-Femmes et Les Femmes-Hommes dans laquelle elle utilise des négatifs de photographies de couples dont elle inverse les sexes en truquant les images

## Prix et distinctions

### Décorations
- Commandeure de la Légion d'honneur (2022), officier en 2013[34], chevalier en 2004[35]
- Commandeure de l'ordre national du Mérite
- Commandeure de l'ordre des Arts et des Lettres

### Prix
- 2005 : Lion d'or pour la 51e Biennale de Venise pour son œuvre Casino[36].
- 13 septembre 2016 : Lauréate du Praemium Imperiale[37]

## Expositions personnelles
- Galerie Marian Goodman[38], Laisser aller, Paris, 18 mars - 11 mai 2024.
- LAM Musée d'Art Moderne Villeneuve d Ascq, Comme si, 11 mai 2022 au 22 août 2022.
- Galerie Michèle Didier[39], Ma collection de proverbes, Paris, novembre 2012 - janvier 2013.
- Galerie Michèle Didier[39], Mes dessins secrets, Mon guide du tricot, Ma collection de champignons bons et de champignons mortels, Paris, 2011.
- Museo de Arte Contemporáneo de Monterrey, Monterrey, 2010.
- The Hayward Gallery, Londres, 2009
- Musée d'art Mori, Tokyo, 2008
- Centre Pompidou, Paris, 2007
- Biennale de Venise, Venise, 2005
- Musée des beaux-arts de Nantes, Nantes, 2002
- Musée d'art du comté de Los Angeles, 1995
- Museum of Modern Art, New York, 1995
- FRAC Picardie, Amiens, 1993
- Douglas Hyde Gallery, Dublin, 1992
- Musée municipal de La Roche-sur-Yon, 1990
- Musée de Grenoble, Grenoble, 1989
- Vancouver Art Gallery, Vancouver, 1987
- Galerie d'art contemporain, Nice, 1986
- Musée d'art moderne de la ville de Paris, 1984
- Musée des beaux-arts de Calais, Calais, 1983
- Musée d'art moderne de San Francisco, 1981
- Le Consortium, « Mes clichés », « Choses en coin », Dijon, 1980
- Saint Louis Art Museum, Saint-Louis, 1980
- Galerie Gillespie-Laage, Paris, 1979, 1980
- Holly Solomon Gallery, New York, 1978
- Galerie Isy Brachot, Bruxelles, 1977
- Musée d'art moderne de la ville de Paris, 1974
- Städtische Galerie, Munich, 1973

(Voir la liste des expositions personnelles et une sélection d'expositions collectives jusqu'en 2010.)

## Publications
- Pierre Richard (1802-1879) grimoires illuminés collectif, Paris, Artulis, 2019, 280 p.  (ISBN 2-913244-08-4).
- La Femme et…, éd. Dilecta[41], Paris, mai 2007
- Les Pensionnaires, éd. Dilecta[41], Paris, mai 2007
- Casino, Biennale de Venise 2005, Paris Musées, 2005
- Rions noir, Quiquandquoi/Paris Musées, 2003
- État civil, Actes sud, 2002
- Les Messagers, Éditions Xavier Barral, 2000  (ISBN 978-2-915173-23-9)
- Nos témoignages, éd. Hans-Ulrich Obrist, Oktagon, 1995
- La Feuille de route d’Annette Messager, Sommaire n°22, Paris, 1995
- D’approche, éd. Jean Dominique Carré, Archives-Librairie, Paris, 1995
- Mes ouvrages, éd. Actes Sud, Arles, 1989
- Mes enluminures, éd. Art & Art, Dijon, 1988
- Ma collection d’expressions et attitudes diverses par Annette Messager collectionneuse, éd. Antiquarium, Saarbrück/éd.Arrocaria, Antibes, 1975
- Les Approches, éd. Lebeer-Hossmann, Hambourg, 1973
- Une scène parisienne 1968-1972, Centre d’histoire de l’art contemporain-FRAC Bretagne, Rennes 1972

### Livres d'artiste
- Mes dessins secrets[42], 76 dessins de taille variée réalisés entre 1972-2011, 32 x 24 cm
- Ma collection de champignons bons et de champignons mortels[42], 12 pages réalisées entre 1973-2011, 32 x 24 cm
- Mon guide du tricot[42], 10 pages et 2 feuilles cartonnées, réalisées entre 1973-2011, 32 x 24 cm

### Multiples
- Ma collection de proverbes, 15 pièces brodées entre 1974-2012, 35 x 28 cm chacune. Édition limitée de 24 exemplaires signés et 6 preuves d'artiste. Produit et publié en 2012 par la galerie Michèle Didier[39].

## Filmographie
- 1983 : Les chimères d'Annette Messager de Yves Brouty
- 1986 : Annette Messager reine de la nuit de Philippe Demontaut
- 1988 : Annette Messager
- 1992 : La Carte du tendre d'Annette Messager de Michel Nuridsany
- 1993 : Annette Messager—Interview
- 1995 :Oh boy it’s a girl de Brigitte Cornand
- 2000 :Dans les filets d’Annette Messager de Brigitte Cornand
- 2001 : Plaisirs / Déplaisirs : le bestiaire amoureux d'Annette Messager de Heinz Peter Schwerfel
- 2005 : Casino de Gilles Coudert[43]

#### Thèse
- Jeanne Susplugas, « La place du jouet dans l’œuvre d’Annette Messager », thèse de doctorat en art et archéologie, sous la dir. de Philippe Dagen, Paris 1, 2000.